# Автомобильный зал славы
Автомобильный зал славы (англ. Automotive Hall of Fame) — американский музей, основанный в 1939 году и посвящённый наиболее известным и влиятельным деятелям в области автомобилестроения. Тесно связан с музеем Генри Форда и является частью MotorCities National Heritage Area. В зал славы входят лица самых разнообразных областей деятельности, охватывающих автомобильную промышленность, сервисы поддержки, автоспорт, дилерские сети и тому подобное: инженеры, механики, изобретатели, финансисты, прокатчики автомобилей, дизайнеры, дилеры, гонщики, водители, руководители, менеджеры и профсоюзные чиновники.
Автомобильный зал славы присуждает 4 вида наград.

## История

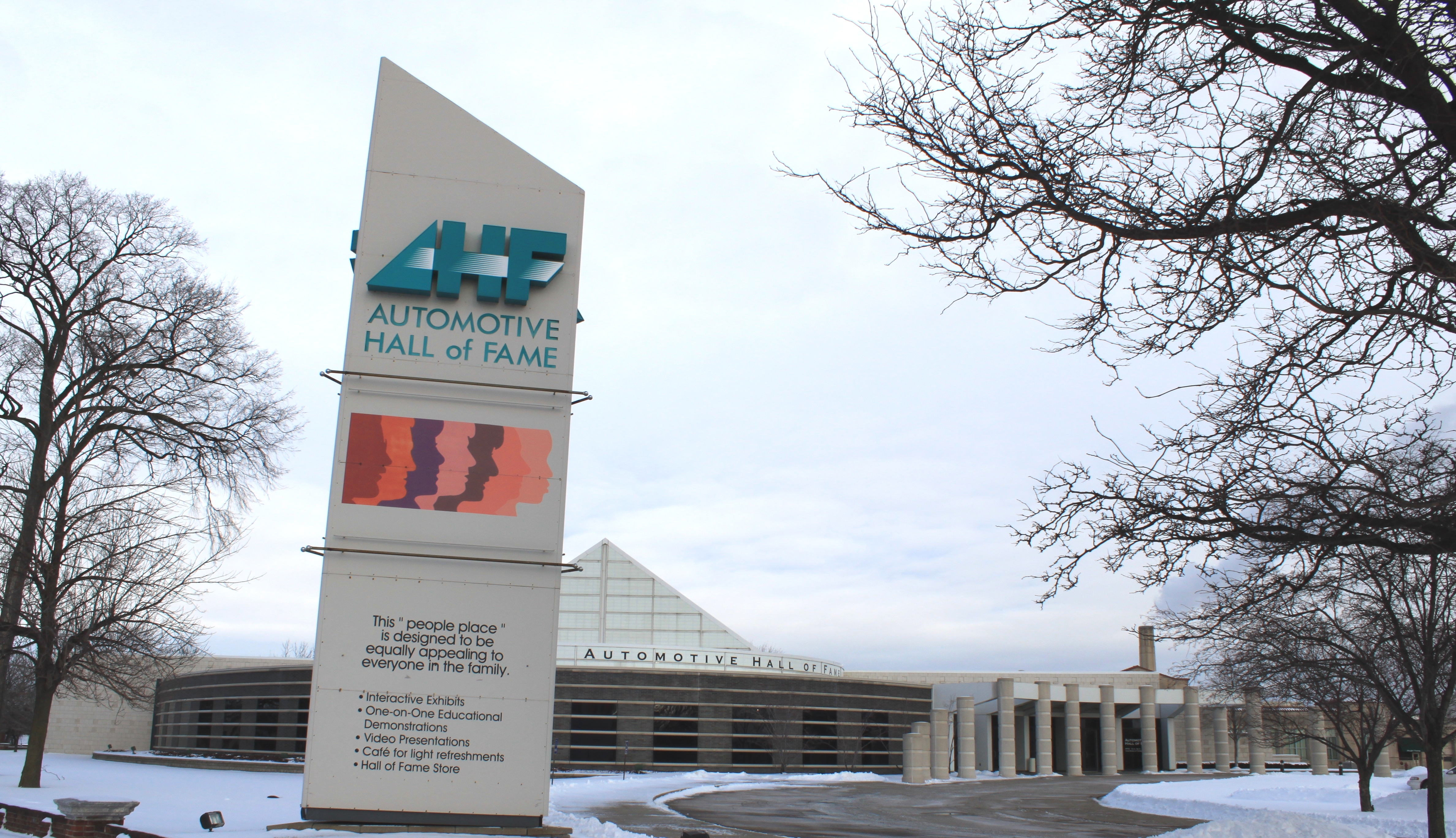
Здание музея в Дирборне

Автомобильный зал славы был создан 18 октября 1939 года в городе Нью-Йорк под названием Automobile Old Timers. Идеологическая цель проекта состояла в том, чтобы увековечить память о самых ранних пионерах в области автомобилестроения и оказать честь тем людям, которые внесли вклад в развитие любых областей автомобильной промышленности и автоспорта со всего мира. На протяжении трёх десятилетий зал славы испытывал некоторые трудности и четыре раза изменял своё название. Вторым именем стало Automotive Old Timers, принятое в 1957 году. Организация, курирующая проект, поставила перед собой цель добиться признания славы для членов зала. В 1971 году название было заменено на The Automotive Organization Team, а ещё позже — на Automotive Hall of Fame, что дало ожидаемый эффект.
Организация переехала в Вашингтон, округ Колумбия в 1960 году, расположившись в здании Национальной ассоциации автомобильных дилеров (NADA). В 1971 году она переехала в Мидленд, штат Мичиган, где получила свой первый дом в Нортвудском университете. В 1997 году зал славы переехал в его настоящий дом в город Дирборн, штат Мичиган, и расположился рядом с музеем Генри Форда, что находится в пределах MotorCities National Heritage Area (филиал службы национальных парков США, посвящённый сохранению и развитию автомобильной и трудовой истории Мичигана). Объекты инфраструктуры с артефакатами автомобильной истории расположились на площади в 25 000 квадратных футов, включая небольшой театр и центральную закрытую зону здания для общественных мероприятий, встреч и других экспонатов. С тех пор автомобильный зал славы ежегодно отмечает наиболее весомых деятелей автомобильной промышленности в свой список. По состоянию на 2015 год в члены зала славы входило 250 человек, среди которых присутствовали такие значимые фигуры, как Бенц, Бош, Бугатти, Бьюик, Шевроле, Крайслер, Готлиб Даймлер, Ситроен, Корд, Додж, Дюреа, Энцо Феррари, Форд, Хонда, Майбах, Олдс, Пежо, Порше, Рено, Тоёда и другие.
В 2014 году зал славы отметил своё 75-летие. В честь данного события был организован юбилейный приватный тур с участием президента организации, Уильямом Чапином.
Во время ежегодных награждений проводятся мероприятия в честь тех, кто уже включён в список почётных членов зала славы.
В 2016 году было объявлено, что автомобильный зал славы переедет к центру города Детройт.

## Члены зала славы (1967–2016)
- Джованни Аньелли[23]
- О. Донаван Аллен[24]
- Джон У. Андерсон[25]
- Роберт Андерсон (исполнительный директор Rockwell International)[26]
- Марио Андретти[27]
- Зора Аркус-Дантов[28][29][30]
- Эдгар Апперсон[31]
- Clarence W. Avery[32][33]
- Уоррен Эйвис[34][35]
- Роберт Бэмфорд[36][37]
- Бела Барени[38][39]
- Винсент Гуго Бендикс[40]
- Уолтер Оуэн Бентли[41]
- Берта Бенц
- Карл Бенц[42][43]
- Нуччо Бертоне[44][45]
- Нильс Болин[46]
- Роберт Бош[47]
- Чарльз Ботт[48][49]
- Эрнест Р. Брич[50]
- Аллен К. Брид[51]
- Крейг Бридлав[52]
- Карл Брир[53]
- Эдвард Бадд[54][55]
- Гордон Миллер Бюэриг[5][56]
- Этторе Бугатти[57][58]
- Дэвид Данбар Бьюик[13]
- Филипп Колдуэлл[59][60]
- Ричард Д. Калеал[61]
- Фрэнк Дж. Кэмпбелл[15][62]
- Майкл Кардоне[63][64]
- Уолтер Ф. Кэри[65]
- Франсуа Кастен[66][67][68]
- Альберт Чампион[69]
- Рой Д. Чапин[70][71] Его сын, Рой Д. Чапин младший, был включён в автомобильный зал славы в 1984 году, а его внук, Уильям Р. Чапин, был назначен президентом зала славы в 2010.[72]
- Рой Д. Чапин младший[73]
- Луи Шевроле[74]
- Уолтер Перси Крайслер[14]
- Андре Гюстав Ситроен[75]
- Харвуд Кокрейн[76]
- Дэвид Коул[77]
- Эдвард Н. Коул[78]
- Арчи T. Колвелл[79]
- Эррет Лоббан Корд[80]
- Джеймс Козенс[81]
- Кейт Крейн[82]
- Фредерик Кулидж Кроуфорд[83]
- Льюис М. Кросли[66][84]
- Пауэлл Кросли-младший[66][85]
- Клесси Камминз[86]
- Харлоу Герберт Кертис[87]
- Готлиб Даймлер[42][45][88]
- Чарльз А. Дана[89]
- Говард Даррин[66][90]
- Эдвард «Эд» Дэвис[15][91][92]
- Ральф Де Пальма
- Джозеф Р. Дегнан[93]
- Уильям Эдвардс Деминг
- Рудольф Дизель
- Артур О. Диц[94]
- Абнер Добль
- Гораций Элджин Додж
- Джон Фрэнсис Додж
- Фредерик Доннер
- Гарольд Д. Дрейпер[95]
- Фред Даесенберг
- Джон Данлоп
- Уильям Крапо Дюрант[96]
- Чарльз Дюреа[16][18]
- Фрэнк Дюреа[15][16][17]
- Харли Эрл[97]
- Дейл Эрнхардт
- Джозеф Ориел Итон
- Джон Эчлин[98]
- Томас Алва Эдисон
- Эллиот М. Эстес
- Генри Т. Эвальд[15][99]
- Вергилий М. Экснер[100]
- Джованни Баттиста Фарина
- Энцо Феррари
- Гарви Самуэл Файрстоун[101]
- Гарви Самуэл Файрстоун младший[102]
- Альфред Фишер[103]
- Карл Фишер[104]
- Чарльз Фишер[105]
- Эдвард Ф. Фишер[106]
- Фред Фишер[107]
- Говард Фишер[108]
- Лоуренс П. Фишер[109]
- Уильям А. Фишер[110]
- Уолтер Э. Флэндерс
- Эдсель Форд
- Генри Форд[96][111]
- Генри II Форд
- Энтони Джозеф Фойт
- Билл Франс старший
- Билл Франс младший
- Герберт Генри Франклин
- Карлайл Фрейзер
- Дуглас Фрейзер
- Джозеф Фрейзер[66]
- Мартин Фромм
- Томас Н. Фрост
- Томас К. Гейл
- Пол Галвин
- Роберт Уильям Галвин
- Дон Гарлиц
- Джо Джирард
- John E. Goerlich
- Мартин Голдман
- Энди Гранателли
- Ричард H. Грант
- Джорджетто Джуджаро[112]
- Дэн Герни
- Зенон Хансен
- Элвуд Хейнс[113][114]
- Дональд Хили
- Дж. Э. Генри
- Фил Хилл
- Максимилиан Хоффман
- Уильям Холлер
- Эрл Холли
- Джордж Холли старший
- Соитиро Хонда[115]
- Аугуст Хорьх
- Уэйн Хузенга
- Антон Хулман младший
- Ли Хантер
- Джозеф Ривз Хайд III
- Ли Якокка
- Роберт Ирвин
- Содзиро Исибаси
- Алек Иссигонис
- Томас Б. Джефри[116]
- Дж. Франк-Джерси[96]
- Фред Джонс[117][118]
- Чарльз. М. Джордан[119]
- Эдвард С. Джордан[66][120]
- Генри Борн Джой
- Альберт Кан
- Генри Джон Кайзер[66]
- Вунибальд Камм
- Ютака Катаяма
- К. Т. Келлер
- Фрэнк Д. Кент[5]
- Чарльз Ф. Кеттеринг
- Чарльз Б. Кинг[96]
- Сигниус Вильгельм Пауль Кнудсен
- Джон Кунс
- Эберхард фон Кюнхайм
- Эдвард К. Ларсон
- Эллиот Леман
- Генри Лиланд
- Пол Личфилд
- Раймонд Лоуи
- Уилтон Д. Луни
- Дж. Эдвард Ланди
- Рой Ланн
- Роберт Лутц
- Уильям Лайонс
- Джон М. Мак
- Лайонел Мартин
- Вильгельм Майбах[15]
- Фрэнк Э. Маккарти
- Дениз Мак-Клуггедж[121][122]
- Роберт Б. МакКарри
- Брауэр Д. Макинтайр
- Роберт С. Маклафлин
- Роберт Стрейндж Макнамара
- Рене К. Макферсон
- Уильям Мецгер
- Андре Мишлен
- Эдуард Мишлен
- Арья Миллер
- Гарри Миллер
- Уильям Л. «Билл» Митчелл
- Лука Кордеро ди Монтедземоло[123]
- Хуберт Муг
- Джим Моран
- Чарльз Стюарт Мотт
- Алан Малалли
- Ширли Мальдони
- Томас Мерфи
- Ральф Нейдер
- Чарльз Уильямс Нэш[96]
- Henry J. Nave
- Джозеф Генри Нук (The NOCO Company)
- Генрих Нордхофф
- Джордж О'Мэлли[96]
- Барни Олдфилд[124]
- Рэнсом Эли Олдс[96]
- Родни О'Нил[113][125]
- Карл Опель
- Фридрих Опель
- Генрих Опель
- Людвиг Опель
- Вильгельм фон Опель
- Николаус Отто[15]
- Джеймс Уорд Паккард
- Уильям Дауд Паккард
- Уолли Паркс
- Роджер Пенске[113][126][127]
- Томас С. Перри[15]
- Дональд Петерсен
- Ричард Петти
- Арман Пежо
- Фердинанд Пиех
- Чарльз М. Пиготт
- Чарльз Дж. Пиллиод мл.
- Серджио Пининфарина
- Гарольд Артур Полинг
- Ральф Лейн Полк
- Фердинанд Порше
- Дж. Дэвид Пауэр III
- Хайнц К. Пречтер
- Уильям Рэфтери
- Элис Хайлер Рэмси — первая женщина, чьё имя было увековечено в Зале
- Луи Рено
- Уолтер Рейтер[1][128]
- Рикенбекер Эдди
- Джеймс Рош
- Уиллард Ф. Роквелл старший
- Джордж Уилкен Ромни
- Генри Ройс
- Джеймс Райдер
- Бруно Сакко
- Джордж Н. Шустер[66]
- Морт Шварц
- Луи Швейцер
- Кеннет У. Селф
- Уилбур Шоу
- Кэрролл Шелби
- Оуэн Рэй Скелтон
- Альфред Слоун-младший[96]
- Артур О. Смит
- Ллойд Р. Смит
- Джон Фрэнсис Смит младший
- Чарльз Соренсен
- Харольд Сперлич
- Кларенс Уинфред Спайсер
- Фрэнсис Стенли[15]
- Фрилан Оскар Стенли[15]
- Джеки Стюарт
- Уолтер Стиллман
- Джон Стокс
- Уильям Бушнелл Стаут
- Роберт Странахэн старший[129]
- Джон М. Студебеккер[130]
- Гарри Штутц
- Гэнъити Тагути
- Ратан Навал Тата[113]
- Уолтер Кларк Тигл
- Ральф Титор
- Джек Телнак
- Микки Томпсон
- Генри М. Тимкен
- Кен Майлз
- Эйдзи Тойода
- Киитиро Тоёда
- Соитиро Тойода
- Алекс Тремулис[131]
- Престон Такер[132]
- Эдвин Амфри
- Джесси Винсент
- Рой Варшавский
- Elmer H. Wavering[5]
- Ирвинг Уолли
- Роллин Х. Уайт
- Уолтер К. Уайт
- Виндзор Т. Уайт
- Джон Л. Уиггинс
- Чайльд Гарольд Уиллс
- Джон Н. Уиллис[133]
- Чарлз Эрвин Уилсон
- Александер Уинтон
- Дзиро Янасэ
- Фредерик М. Янг
- Фредерик Моррелл Зедер
- Фердинанд фон Цеппелин